# Гаррі Ллойд
Гаррі Ллойд (англ. Harry Lloyd; нар. 17 листопада 1983, Лондон, Велика Британія) — британський актор, відомий виконанням ролі Візеріса Таргарієна в серіалі «Гра престолів».

## Життєпис
Гаррі Ллойд народився в Лондоні, Велика Британія в родині літературного агента Джонатана Ллойда та видавчині книг для дітей Маріон (до шлюбу Діккенс), яка є нащадкою Чарлза Діккенса.
Після випуску з престижного Ітонського коледжу Гаррі Ллойд вступив в Оксфорд, де приєднався до драматичного товариства.

## Кар'єра
Навчаючись в коледжі Ллойд дебютував як юний Стірфорт в екранізації роману Чарлза Діккенса «Девід Коперфілд» 1999 року. Водночас його можна було побачити на театральній сцені. У 2006—2007 виконував роль Вілла Скарлетта — сина теслі в британському пригодницькому серіалі «Робін Гуд». У 2011 втілив Річарда Мейсона в екранізації роману Шарлотти Бронте з однойменною назвою «Джейн Ейр». У тому ж році з'явився в серіалі «Гра престолів», зігравши роль брата Дейнеріс Таргарієн Візеріса.
У 2015 стало відомо, що актор приєднався до акторського складу воєнної драми «Антропоїд». У стрічці він зіграв парашутиста Адольфа Опалку — учасника чеського руху опору.

## Фільмографія
| Рік       |    | Українська назва                | Оригінальна назва                 | Роль                  |
| --------- | -- | ------------------------------- | --------------------------------- | --------------------- |
| 1999      | с  | Девід Коперфілд                 | David Copperfield                 | юний Стірфорт         |
| 2002      | тф | Прощавай, містер Чіпс           | Goodbye, Mr. Chips                | юний Ріверс           |
| 2005      | с  | Відділ по розслідуванню вбивств | M.I.T.: Murder Investigation Team | Метт Паттінсон        |
| 2005      | с  | Суто англійське вбивство        | The Bill                          | Метт Річі             |
| 2006      | с  | Знаки життя                     | Vital Signs                       | Джейсон Бредлі        |
| 2006      | с  | Голбі Сіті                      | Holby City                        | Деймон Х'юджес        |
| 2006      | с  | Джин вдома                      | Genie in the House                | Нев                   |
| 2006—2007 | с  | Робін Гуд                       | Robin Hood                        | Вілл Скарлетт         |
| 2007      | с  | Доктор Хто                      | Doctor Who                        | Бейнс                 |
| 2008      | с  | Великі воїни                    | Heroes and Villains               | Лукас                 |
| 2008      | с  | Коханка диявола                 | The Devil's Whore                 | принц Руперт          |
| 2009      | с  | Льюїс                           | Lewis                             | Пітер                 |
| 2009      | кф | Оскар і Джим                    | Oscar & Jim                       | Джеррі                |
| 2009      | с  |                                 | Taking the Flak                   | Александр Тейлор-Пірс |
| 2011      | ф  | Джейн Ейр                       | Jane Eyre                         | Річард Мейсон         |
| 2011      | с  | Гра престолів                   | Game of Thrones                   | Візеріс Таргарієн     |
| 2011      | ф  | Залізна леді                    | The Iron Lady                     | юний Деніс Тетчер     |
| 2011      | с  | Великі сподівання               | Great Expectations                | Герберт Покет         |
| 2011      | кф | Напівтемрява                    | The Half-Light                    | чоловік               |
| 2012      | с  | Порожня корона                  | The Hollow Crown                  | Мортімер              |
| 2012      | с  | Страх                           | The Fear                          | Метті Бекетт          |
| 2013      | кф | Бажання                         | Desire                            | Кріс                  |
| 2014      | ф  | Ближче до Місяця                | Closer to the Moon                | Верджил               |
| 2014      | ф  | Великі важливі речі             | Big Significant Things            | Крейг Гаррісон        |
| 2014      | ф  | Клуб бунтівників                | Big Significant Things            | Лорд Бунтівник        |
| 2014—2015 | с  | Мангеттен                       | Manhattan                         | Пол Крослі            |
| 2014      | ф  | Теорія всього                   | The Theory of Everything          | Браян                 |
| 2015      | с  | Вовча зала                      | Wolf Hall                         | Гаррі Персі           |
| 2015      | ф  | Наркополіс                      | Narcopolis                        | вчений                |
| 2015      | ф  | Шоу                             | The Show                          | Джеффрі               |
| 2016      | с  | Марчелла                        | Marcella                          | Генрі Гібсон          |
| 2016      | ф  | Антропоїд                       | Anthropoid                        | Адольф Опалка         |
| 2017—2018 | с  | По той бік                      | Counterpart                       | Пітер Куайл           |
| 2017      | ф  | Дружина                         | The Wife                          | молодий Джо Каслмен   |
| 2019      | с  | Легіон                          | Legion                            | Професор Ікс          |
| 2020      | с  | Прекрасний новий світ           | Brave New World                   | Бернард Маркс         |